# Liste der Bodendenkmale in Luckaitztal
In der Liste der Bodendenkmale in Luckaitztal sind alle Bodendenkmale der brandenburgischen Gemeinde Luckaitztal und ihrer Ortsteile aufgelistet. Grundlage ist die Veröffentlichung der Landesdenkmalliste mit dem Stand vom 31. Dezember 2020. Die Baudenkmale sind in der Liste der Baudenkmale in Luckaitztal aufgeführt.
|   | Gemarkung           | Flur | Kurzansprache                                    | Bodendenkmalnummer | Bemerkung | Bild |
| - | ------------------- | ---- | ------------------------------------------------ | ------------------ | --------- | ---- |
| 1 | Buchwäldchen (Lage) | 1    | Dorfkern deutsches Mittelalter, Dorfkern Neuzeit | 80219              |           |      |
| 2 | Gosda (Lage)        | 1    | Dorfkern Neuzeit, Dorfkern deutsches Mittelalter | 80072              |           |      |